# Talaskara Ridge
Talaskara Ridge (englisch; bulgarisch рид Таласкара rid Talaskara) ist ein vereister, in südost-nordwestlicher Ausrichtung 7,5 km langer, 1,8 km breiter und bis zu 1800 m hoher Gebirgskamm auf der westantarktischen Alexander-I.-Insel. Er ragt 30,9 km südwestlich des Kap Arauco, 5,77 km westsüdwestlich des Mount Bayonne, 9,4 km nordwestlich des Mount Paris und 29,95 km nordöstlich des Mount Newman auf der Nordwestseite der Rouen Mountains auf. Der Bongrain-Piedmont-Gletscher liegt westlich und südwestlich von ihm.
Britische Wissenschaftler kartierten ihn 1991. Die beiden bulgarischen Geologen Christo Pimperew und Borislaw Kamenow besuchten ihn am 6. Januar 1988 gemeinsam mit Philip Nell und Peter Marquis vom British Antarctic Survey. Die bulgarische Kommission für Antarktische Geographische Namen benannte ihn 2017 nach der antiken thrakischen Festung Talaskara im Südosten Bulgariens.